# Leipziger Messe auf Briefmarken der Deutschen Post der DDR

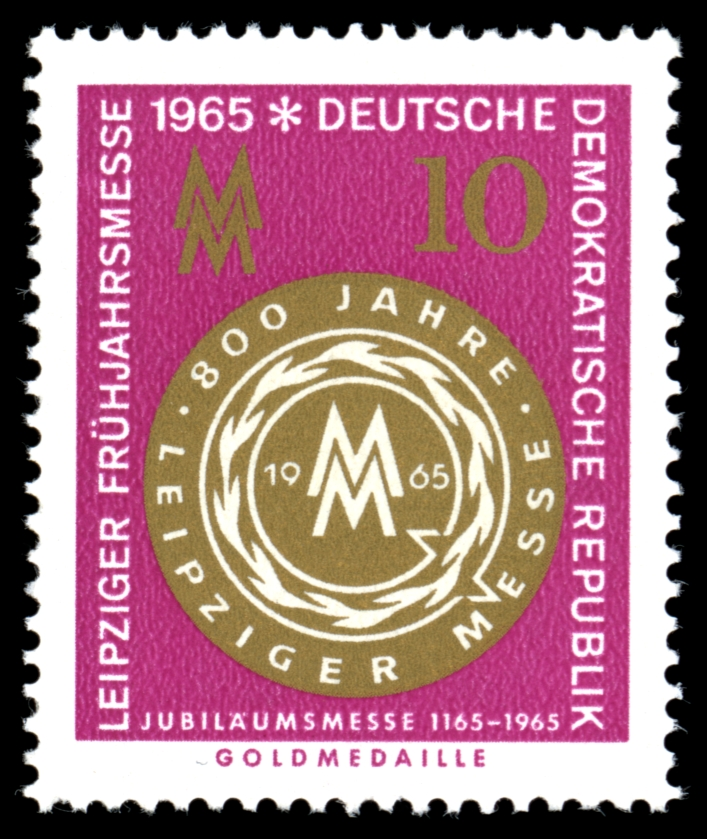
800 Jahre Leipziger Messe

Bereits sechs Monate nach der Gründung der DDR gab die Deutsche Post der DDR die ersten Briefmarken aus Anlass der Leipziger Messe mit Motiven nach historischen Messeszenen aus. Ihre Motivgestaltung knüpfte damit noch an die vom Alliierten Kontrollrat 1947 und im Frühjahr 1948 sowie von der sowjetischen Militäradministration im Herbst 1948 und 1949 ausgegebenen Postwertzeichen an. Die Tradition der Messemarken wurde bis zum Ende der DDR im Jahr 1990 fortgesetzt. Damit bilden die Briefmarken zur Leipziger Messe die am längsten ausgegebene Themenreihe der Deutschen Post der DDR. Insgesamt wurden 154 Motive ausgegeben, darunter waren zwei Briefmarkenblocks. Die ersten beiden Ausgaben wurden mit einem Zuschlag verkauft. Der Grafiker Erich Gruner, der 1917 das Messewahrzeichen MM für Mustermesse schuf, gestaltete auch die ersten Briefmarkenausgaben. Dieses Symbol ziert alle Motive bis 1990.
In den ersten beiden Ausgabejahren gab es nur Motive zur Leipziger Frühjahrsmesse, dann folgten drei Jahre Ausgaben zur Leipziger Herbstmesse. Ab 1955 wurden jährlich beide Messen mit Briefmarken gewürdigt.
Der Bund Deutscher Philatelisten hat eine eigene Arbeitsgemeinschaft zum Thema: Leipziger-Messe-Philatelie.

## Liste der Ausgaben und Motive
Legende
- Bild: Eine bearbeitete Abbildung der genannten Marke. Das Verhältnis der Größe der Briefmarken zueinander ist in diesem Artikel annähernd maßstabsgerecht dargestellt. Sollten keine Marken abgebildet sein, liegt es daran, dass das Urheberrecht des Künstlers noch nicht erloschen ist.
- Beschreibung: Eine Kurzbeschreibung des Motivs und/oder des Ausgabegrundes. Bei ausgegebenen Serien oder Blocks werden die zusammengehörigen Beschreibungen mit einer Markierung versehen eingerückt.
- Wert: Der Frankaturwert der einzelnen Marke in Pfennig. Ein „+“ bedeutet, dass es sich um eine Zuschlagsmarke handelt (= Frankaturwert + Spende).
- Ausgabedatum: Das Datum des erstmaligen Verkaufs dieser Briefmarke.
- Gültig bis: Das Datum, an dem die Gültigkeit endete.
- Auflage: Soweit bekannt, wird hier die zum Verkauf angebotene Anzahl dieser Ausgabe angegeben.
- Entwurf: Soweit bekannt, wird hier angegeben, von wem der Entwurf dieser Marke stammt.
- Mi.-Nr.: Diese Briefmarke wird im Michel-Katalog unter der entsprechenden Nummer gelistet.

| Sondermarken                                | |       |                   |                   |            |                                           |         |
| Bild                                        | Beschreibung | Wert  | Ausgabe- datum    | Gültig bis        | Auflage    | Entwurf                                   | Mi.-Nr. |
|                                             | Leipziger Frühjahrsmesse 1950 - Vorführung des ersten Meißner Porzellans auf der Ostermesse 1710 durch Johann Friedrich Böttger | 24+12 | 5. März 1950      | 30. Juni 1951     | 1.000.000  | Erich Gruner                              | 248     |
|                                             | - Verkaufsstand im Städtischen Kaufhaus zur ersten Mustermesse 1894 | 30+14 | 5. März 1950      | 30. Juni 1951     | 1.000.000  | Erich Gruner                              | 249     |
|                                             | Leipziger Frühjahrsmesse 1951 - Messezeichen „MM“ vor einer Industrieanlage | 24    | 4. März 1951      | 31. März 1952     | 1.000.000  | Egon Pruggmayer                           | 282     |
|                                             | - Messezeichen „MM“ vor einer Industrieanlage | 50    | 4. März 1951      | 31. März 1952     | 1.000.000  | Egon Pruggmayer                           | 283     |
|                                             | Leipziger Herbstmesse 1952 - Leipziger Stadtwappen, Schwermaschinenbau, Erdkugel, Friedenstaube | 24    | 7. September 1952 | 31. Dezember 1953 | 2.500.000  | Kurt Eigler                               | 315     |
|                                             | - Leipziger Stadtwappen, Schwermaschinenbau, Erdkugel, Friedenstaube | 35    | 7. September 1952 | 31. Dezember 1953 | 1.500.000  | Kurt Eigler                               | 316     |
|                                             | Leipziger Herbstmesse 1953 - Messegelände, Bagger | 24    | 29. August 1953   | 30. Juni 1955     | 3.000.000  | Erich Gruner                              | 380     |
|                                             | - Messegelände, Kartoffelrodemaschine | 35    | 29. August 1953   | 30. Juni 1955     | 1.500.000  | Erich Gruner                              | 381     |
|                                             | Leipziger Herbstmesse 1954 - Grimmaische Straße mit Messehaus „Handelshof“, Leipzig | 24    | 4. September 1954 | 31. Dezember 1956 | 3.000.000  | Erich Gruner                              | 433     |
|                                             | - Grimmaische Straße mit Messehaus „Handelshof“, Leipzig | 35    | 4. September 1954 | 31. Dezember 1956 | 1.500.000  | Erich Gruner                              | 434     |
|                                             | Leipziger Frühjahrsmesse 1955 - Messepavillon der UdSSR auf dem Gelände der Technischen Messe | 20    | 21. Februar 1955  | 31. Dezember 1956 | 1.000.000  | Erich Gruner                              | 447     |
|                                             | - Chinesischer Messepavillon auf dem Gelände der Technischen Messe | 35    | 21. Februar 1955  | 31. Dezember 1956 | 1.000.000  | Erich Gruner                              | 448     |
|                                             | Leipziger Herbstmesse 1955 - Erzeugnisse der optischen Industrie, Messehallen 2 und 3 | 10    | 29. August 1955   | 31. Dezember 1956 | 6.000.000  | Erich Gruner                              | 479     |
|                                             | - Keramische Erzeugnisse, Eingang zur Mädlerpassage | 20    | 29. August 1955   | 31. Dezember 1956 | 6.000.000  | Erich Gruner                              | 480     |
|                                             | Leipziger Frühjahrsmesse 1956 - Eisenbahndrehkräne | 20    | 25. Februar 1956  | 31. März 1958     | 5.000.000  | Erich Gruner                              | 518     |
|                                             | - Eisenbahndrehkräne | 35    | 25. Februar 1956  | 31. März 1958     | 5.000.000  | Erich Gruner                              | 519     |
|                                             | Leipziger Herbstmesse 1956 - Plauener Spitze, Mustermesse-Symbol | 10    | 1. September 1956 | 31. März 1958     | 6.000.000  | Wolfgang Hoepfner                         | 536     |
|                                             | - Segelboot, Mustermesse-Symbol | 20    | 1. September 1956 | 31. März 1958     | 6.000.000  | Wolfgang Hoepfner                         | 537     |
|                                             | Leipziger Frühjahrsmesse 1957 - 10.000-Tonnen-Motorfrachtschiff | 10    | 1. März 1957      | 31. März 1959     | 5.000.000  | Axel Bengs und Rudolf Skribelka           | 559     |
|                                             | - Elektrolokomotive | 25    | 1. März 1957      | 31. März 1959     | 4.000.000  | Axel Bengs und Rudolf Skribelka           | 560     |
|                                             | Leipziger Herbstmesse 1957 - Mustermesse-Symbol „MM“ über Jahreszahl 1957 | 20    | 23. August 1957   | 31. März 1959     | 5.000.000  | Rudolf Skribelka                          | 596     |
|                                             | - Mustermesse-Symbol „MM“ über Jahreszahl 1957. | 25    | 23. August 1957   | 31. März 1959     | 4.000.000  | Rudolf Skribelka                          | 597     |
|                                             | Leipziger Frühjahrsmesse 1958 - Erdkugel, Friedenstaube | 20    | 27. Februar 1958  | 31. März 1960     | 5.000.000  | Bodo Rehm                                 | 618     |
|                                             | - Erdkugel, Friedenstaube | 25    | 27. Februar 1958  | 31. März 1960     | 5.000.000  | Bodo Rehm                                 | 619     |
|                                             | Leipziger Herbstmesse 1958 - Frau im hamsterfellgefütterten Mantel vor dem Leipziger Hauptbahnhof | 10    | 29. August 1958   | 31. März 1960     | 7.000.000  | Harry Prieß                               | 649     |
|                                             | - Frau im Karakul-Pelzmantel vor dem Alten Rathaus | 25    | 29. August 1958   | 31. März 1960     | 4.000.000  | Harry Prieß                               | 650     |
|                                             | Leipziger Frühjahrsmesse 1959 - Kombinat Schwarze Pumpe | 20    | 28. Februar 1959  | 31. März 1961     | 8.000.000  | Dietrich Dorfstecher                      | 678     |
|                                             | - Schmalfilmkamera und Fotoapparate | 25    | 28. Februar 1959  | März 1961         | 4.000.000  | Dietrich Dorfstecher                      | 679     |
|                                             | Leipziger Herbstmesse 1959 - Neubauten des Innenstadtring (Roßplatz) in Leipzig, Erdkugel und Mustermesse-Symbol „MM“ | 20    | 17. August 1959   | 31. März 1961     | 6.000.000  | Fritz Deutschendorf                       | 712     |
|                                             | Leipziger Frühjahrsmesse 1960 - Nordeingang der Technischen Messe (Halle 1), stilisierte Erdhalbkugel | 20    | 17. Februar 1960  | 31. März 1962     | 8.000.000  | Fritz Deutschendorf                       | 750     |
|                                             | - Ringmessehaus, Hotel „International“, stilisierte Erdhalbkugel | 25    | 17. Februar 1960  | 31. März 1962     | 4.000.000  | Fritz Deutschendorf                       | 751     |
|                                             | Leipziger Herbstmesse 1960 - Neuerbautes Leipziger Opernhaus | 20    | 9. August 1960    | 31. März 1962     | 6.000.000  | Fritz Deutschendorf                       | 781     |
|                                             | - Pkw Wartburg 311, Zelt mit Campingausrüstung, Segelboot | 25    | 29. August 1960   | 31. März 1962     | 4.000.000  | Fritz Deutschendorf und Hanna Leitner     | 782     |
|                                             | Leipziger Frühjahrsmesse 1961 - 380-Kilovolt-Schalter | 10    | 3. März 1961      | 31. Dezember 1962 | 8.000.000  | Dietrich Dorfstecher                      | 813     |
|                                             | - Leipziger Pressezentrum im Merkurhaus | 25    | 3. März 1961      | 31. Dezember 1962 | 4.000.000  | Dietrich Dorfstecher                      | 814     |
|                                             | Leipziger Herbstmesse 1961 - Alte Waage | 10    | 23. August 1961   | 31. Dezember 1962 | 6.000.000  | Dietrich Dorfstecher und Manfred Brückels | 843     |
|                                             | - Alte Börse | 25    | 23. August 1961   | 31. Dezember 1962 | 4.000.000  | Dietrich Dorfstecher und Manfred Brückels | 844     |
|                                             | Leipziger Frühjahrsmesse 1962 - Haus Zum Arabischen Coffe Baum | 10    | 16. Februar 1962  | 31. März 1964     | 8.000.000  | Dietrich Dorfstecher und Manfred Brückels | 873     |
|                                             | - Gohliser Schlösschen | 20    | 22. Februar 1962  | 31. März 1964     | 6.000.000  | Dietrich Dorfstecher und Manfred Brückels | 874     |
|                                             | - Romanushaus | 25    | 22. Februar 1962  | 31. März 1964     | 3.000.000  | Dietrich Dorfstecher und Manfred Brückels | 875     |
|                                             | Leipziger Herbstmesse 1962 - Städtisches Kaufhaus | 10    | 28. August 1962   | 31. März 1964     | 6.000.000  | Dietrich Dorfstecher                      | 913     |
|                                             | - Eingang zur Mädlerpassage | 20    | 28. August 1962   | 31. März 1964     | 6.000.000  | Dietrich Dorfstecher                      | 914     |
|                                             | - Vorderteil eines Flugzeugs, Flughafen Leipzig-Mockau | 25    | 28. August 1962   | 31. März 1964     | 3.000.000  | Dietrich Dorfstecher                      | 915     |
|                                             | Leipziger Frühjahrsmesse 1963 - Barthels Hof | 10    | 26. Februar 1963  | 31. März 1965     | 6.000.000  | Dietrich Dorfstecher                      | 947     |
|                                             | - Neues Rathaus | 20    | 26. Februar 1963  | 31. März 1965     | 6.000.000  | Dietrich Dorfstecher                      | 948     |
|                                             | - Krochhochhaus | 25    | 6. Februar 1963   | 31. März 1965     | 4.000.000  | Dietrich Dorfstecher                      | 949     |
|                                             | Leipziger Herbstmesse 1963 Diese und die folgende Marke wurde als Zusammendruck ausgegeben: - Pkw, Triebwagen und Messezeichen „MM“ vor Erdkugelhälfte                                                                              | 10    | 27. August 1963   | 31. März 1965     | 8.000.000  | Dietrich Dorfstecher                      | 976     |
|                                             | - Verkehrsflugzeug, Autobus und Messezeichen „MM“ vor Erdkugelhälfte | 10    | 27. August 1963   | 31. März 1965     | 8.000.000  | Dietrich Dorfstecher                      | 977     |
|                                             | Leipziger Frühjahrsmesse 1964 Diese und die folgende Marke wurde als Zusammendruck im Viererblock mit zwei Zierfeldern ausgegeben: - Messehalle 18 (Elektrotechnik)                                                                 | 10    | 26. Februar 1964  | 2. Oktober 1990   | 6.000.000  | Dietrich Dorfstecher                      | 1012    |
|                                             | - Bräunigkes Hof, um 1700 | 20    | 26. Februar 1964  | 2. Oktober 1990   | 6.000.000  | Dietrich Dorfstecher                      | 1013    |
|                                             | Leipziger Herbstmesse 1964 Diese und die folgende Marke wurde auch als Zusammendruck mit einem dazwischenliegenden Zierfeld ausgegeben: - Mittelalterliche Glaswerkstatt, Pokal                                                     | 10    | 3. September 1964 | 2. Oktober 1990   | 11.000.000 | Axel Bengs                                | 1052    |
|                                             | - Neuzeitliche Armaturen aus Jenaer Glas | 15    | 3. September 1964 | 2. Oktober 1990   | 8.250.000  | Axel Bengs                                | 1053    |
|                                             | Leipziger Frühjahrsmesse 1965 - Goldmedaille des Leipziger Messeamtes, Vorderseite | 10    | 25. Februar 1965  | 2. Oktober 1990   | 6.000.000  | Dietrich Dorfstecher                      | 1090    |
|                                             | - Goldmedaille, Rückseite | 15    | 25. Februar 1965  | 2. Oktober 1990   | 6.000.000  | Dietrich Dorfstecher                      | 1091    |
|                                             | - Chemieanlage | 25    | 25. Februar 1965  | 2. Oktober 1990   | 4.000.000  | Dietrich Dorfstecher                      | 1092    |
|                                             | Leipziger Herbstmesse 1965 - Fotoapparate: Praktica mat, Praktisix II | 10    | 2. September 1965 | 2. Oktober 1990   | 6.000.000  | Dietrich Dorfstecher                      | 1130    |
|                                             | - Musikinstrumente: Klavichord, Elektrogitarre | 15    | 2. September 1965 | 2. Oktober 1990   | 5.000.000  | Dietrich Dorfstecher                      | 1131    |
|                                             | - Feinmechanisch-optische Geräte: Mikroskop | 25    | 2. September 1965 | 2. Oktober 1990   | 3.000.000  | Dietrich Dorfstecher                      | 1132    |
|                                             | Leipziger Frühjahrsmesse 1966 - Elektronischer Lochkartenrechner | 10    | 24. Februar 1966  | 2. Oktober 1990   | 8.000.000  | Dietrich Dorfstecher                      | 1159    |
|                                             | - Bohr- und Fräswerk | 15    | 24. Februar 1966  | 2. Oktober 1990   | 5.000.000  | Dietrich Dorfstecher                      | 1160    |
|                                             | Leipziger Herbstmesse 1966 - Fernsehgerät mit Messezeichen „MM“ | 10    | 29. August 1966   | 2. Oktober 1990   | 8.000.000  | Dietrich Dorfstecher                      | 1204    |
|                                             | - Elektrische Schreibmaschine mit Streifenlocher | 15    | 29. August 1966   | 2. Oktober 1990   | 6.000.000  | Dietrich Dorfstecher                      | 1205    |
|                                             | Leipziger Frühjahrsmesse 1967 - Rundstrickmaschine „Multilock“ | 10    | 2. März 1967      | 2. Oktober 1990   | 7.000.000  | Dietrich Dorfstecher                      | 1254    |
|                                             | - 2-Meter-Universalspiegelteleskop, Milchstraße, Firmenzeichen des VEB Carl Zeiss Jena | 15    | 2. März 1967      | 2. Oktober 1990   | 5.000.000  | Dietrich Dorfstecher                      | 1255    |
|                                             | Leipziger Herbstmesse 1967 - Elektrische Küchengeräte | 10    | 30. August 1967   | 2. Oktober 1990   | 8.000.000  | Axel Bengs                                | 1306    |
|                                             | - Pelzmantel, Firmenzeichen des Außenhandelsunternehmen „Interpelz“ | 15    | 30. August 1967   | 2. Oktober 1990   | 5.000.000  | Axel Bengs                                | 1307    |
|                                             | Leipziger Frühjahrsmesse 1968 - Dieselelektrische Lokomotive „DE II“ | 10    | 29. Februar 1968  | 2. Oktober 1990   | 6.000.000  | Dietrich Dorfstecher                      | 1349    |
|                                             | - Fang- und Gefrierschiff der „Atlantik“-Serie | 15    | 29. Februar 1968  | 2. Oktober 1990   | 4.000.000  | Dietrich Dorfstecher                      | 1350    |
|                                             | Leipziger Herbstmesse 1968 - Modelleisenbahnen | 10    | 29. August 1968   | 2. Oktober 1990   | 12.000.000 | Dietrich Dorfstecher                      | 1399    |
|                                             | Leipziger Frühjahrsmesse 1969 - Mähdrescher „E 512“ | 10    | 26. Februar 1969  | 2. Oktober 1990   | 12.000.000 | Dietrich Dorfstecher                      | 1448    |
|                                             | - Zweifarben-Offset-Bogendruckmaschine „Planeta-Variant“ | 15    | 26. Februar 1969  | 2. Oktober 1990   | 6.000.000  | Dietrich Dorfstecher                      | 1449    |
|                                             | Leipziger Herbstmesse 1969 - Stilisierte Darstellung des Programms kompletter Raumgestaltung „intecta“ | 10    | 27. August 1969   | 2. Oktober 1990   | 12.000.000 | Dietrich Dorfstecher                      | 1494    |
|                                             | Leipziger Frühjahrsmesse 1970 - Koordinatenschalterzentrale „ATZ 65“ | 10    | 24. Februar 1970  | 2. Oktober 1990   | 12.000.000 | Manfred Gottschall                        | 1551    |
|                                             | - Hochspannungs-Prüftransformator | 15    | 24. Februar 1970  | 2. Oktober 1990   | 6.000.000  | Manfred Gottschall                        | 1552    |
|                                             | Leipziger Herbstmesse 1970 - Herrenarmbanduhr Kaliber 74, Kleintaschenuhr Kaliber 78 | 10    | 25. August 1970   | 2. Oktober 1990   | 10.000.000 | Dietrich Dorfstecher                      | 1601    |
|                                             | Leipziger Frühjahrsmesse 1971 - Selbstfahrende Großbrech- und Förderanlage, SKET Magdeburg | 10    | 9. März 1971      | 2. Oktober 1990   | 10.000.000 | Hans Detlefsen                            | 1653    |
|                                             | - Kältebagger „SRs(K) 470“ zum Braunkohleabbau im Tagebau, TAKRAF Leipzig | 15    | 9. März 1971      | 2. Oktober 1990   | 5.000.000  | Hans Detlefsen                            | 1654    |
|                                             | Leipziger Herbstmesse 1971 - Butadien-Gewinnungsanlage des VEB Maschinen und Apparatebau Grimma (MAG) | 10    | 2. September 1971 | 2. Oktober 1990   | 10.000.000 | Joachim Rieß                              | 1700    |
|                                             | - Reformierungsanlage SKL | 25    | 2. September 1971 | 2. Oktober 1990   | 5.500.000  | Joachim Rieß                              | 1701    |
|                                             | Leipziger Frühjahrsmesse 1972: 50 Jahre Teilnahme der UdSSR - Ausstellungspavillon der UdSSR, Messezeichen „MM“ | 10    | 7. März 1972      | 2. Oktober 1990   | 8.000.000  | Gerhard Stauf                             | 1743    |
|                                             | - Staatsflaggen der DDR und UdSSR, Messezeichen „MM“ | 25    | 7. März 1972      | 2. Oktober 1990   | 5.000.000  | Gerhard Stauf                             | 1744    |
|                                             | Leipziger Herbstmesse 1972 - Tageslicht-Schreibprojektor „Polylux“ | 10    | 29. August 1972   | 2. Oktober 1990   | 7.000.000  | Fritz Deutschendorf                       | 1782    |
|                                             | - Pentacon-Audivision: Automatischer Kleinbildprojektor „Aspectomat J 24 B“ | 25    | 29. August 1972   | 2. Oktober 1990   | 5.000.000  | Fritz Deutschendorf                       | 1783    |
|                                             | Leipziger Frühjahrsmesse 1973 - Exaktfeldhäcksler „E 280“ im Komplexfeldeinsatz | 10    | 6. März 1973      | 2. Oktober 1990   | 8.000.000  | Hans Detlefsen                            | 1832    |
|                                             | - Drehmaschine „DFS 400 NC“ für Futter- und Spitzenteile mit numerischer Steuerung | 25    | 6. März 1973      | 2. Oktober 1990   | 5.000.000  | Hans Detlefsen                            | 1833    |
|                                             | Leipziger Herbstmesse 1973 - EXPOVITA, Ausstellung von Geräten zur Freizeitgestaltung | 10    | 28. August 1973   | 2. Oktober 1990   | 7.000.000  | Manfred Gottschall                        | 1872    |
|                                             | - EXPOVITA, Ausstellung von Geräten zur Freizeitgestaltung | 25    | 28. August 1973   | 2. Oktober 1990   | 5.000.000  | Manfred Gottschall                        | 1873    |
|                                             | Leipziger Frühjahrsmesse 1974 - Gleichspannungs-Prüfanlage für Hochspannungen bis 2000 kV | 10    | 5. März 1974      | 2. Oktober 1990   | 8.000.000  | Paul Reißmüller                           | 1931    |
|                                             | - Datenverarbeitungsanlage Robotron „EC 2040“ (Zentraleinheit) | 25    | 5. März 1974      | 2. Oktober 1990   | 5.000.000  | Hans Detlefsen                            | 1932    |
|                                             | Leipziger Herbstmesse 1974 - Eisenbahndrehkran „EDK 2000“ | 10    | 27. August 1974   | 2. Oktober 1990   | 7.000.000  | Paul Reißmüller                           | 1973    |
|                                             | - Rübenrodelader „KS-6“ | 25    | 27. August 1974   | 2. Oktober 1990   | 5.000.000  | Paul Reißmüller                           | 1974    |
|                                             | Leipziger Frühjahrsmesse 1975 - Mikrofilm-Aufnahmekamera „PENTAKTA A 100“ | 10    | 4. März 1975      | 2. Oktober 1990   | 8.000.000  | Jochen Bertholdt                          | 2023    |
|                                             | - SKET-Zementwerk nach dem Trockenverfahren | 25    | 4. März 1975      | 2. Oktober 1990   | 4.500.000  | Jochen Bertholdt                          | 2024    |
|                                             | Leipziger Herbstmesse 1975 - Universalnarkoseeinheit „Medimorph“ | 10    | 28. August 1975   | 2. Oktober 1990   | 7.000.000  | Jochen Bertholdt                          | 2076    |
|                                             | - Motorrad IFA „MZ TS 250“ | 25    | 28. August 1975   | 2. Oktober 1990   | 4.500.000  | Jochen Bertholdt                          | 2077    |
|                                             | Leipziger Frühjahrsmesse 1976 - Wohnhochhaus Wintergartenstrasse, Leipzig | 10    | 9. März 1976      | 2. Oktober 1990   | 8.000.000  | Paul Reißmüller                           | 2119    |
|                                             | - Supertrawler der „Atlantik“-Serie | 25    | 9. März 1976      | 2. Oktober 1990   | 4.500.000  | Paul Reißmüller                           | 2120    |
|                                             | Leipziger Herbstmesse 1976 - Erdöldestillationsanlage „AWT 6“ | 10    | 1. September 1976 | 2. Oktober 1990   | 8.000.000  | Jochen Bertholdt                          | 2161    |
|                                             | - Deutsche Bücherei, Leipzig | 25    | 1. September 1976 | 2. Oktober 1990   | 4.500.000  | Jochen Bertholdt                          | 2162    |
|                                             | Leipziger Frühjahrsmesse 1977 - Messehaus am Markt, Leipzig, Buchmesse | 10    | 8. März 1977      | 2. Oktober 1990   | 8.000.000  | Jochen Bertholdt                          | 2208    |
|                                             | - Anlage zum Gießen und Walzen von Aluminiumbreitband im VEB Leichtmetallwerk Nachterstedt | 25    | 8. März 1977      | 2. Oktober 1990   | 4.500.000  | Jochen Bertholdt                          | 2209    |
|                                             | Leipziger Herbstmesse 1977 - Konsument-Warenhaus und Fußgängerbrücke, Leipzig | 10    | 30. August 1977   | 2. Oktober 1990   | 8.000.000  | Paul Reißmüller                           | 2250    |
|                                             | - Kunstgewerbe aus Glas und Holz; Exponate aus der expertic-Serie | 25    | 30. August 1977   | 2. Oktober 1990   | 4.500.000  | Paul Reißmüller                           | 2251    |
|                                             | Leipziger Frühjahrsmesse 1978 - Königshaus am Markt, Leipzig | 10    | 7. März 1978      | 2. Oktober 1990   | 8.000.000  | Paul Reißmüller                           | 2308    |
|                                             | - Universalmesskammer „UMK 10/1318“, Firmenzeichen des VEB Carl Zeiss Jena | 25    | 7. März 1978      | 2. Oktober 1990   | 4.500.000  | Paul Reißmüller                           | 2309    |
|                                             | Leipziger Herbstmesse 1978 - IFA-Kleintransporter „Multicar M 25“ | 10    | 29. August 1978   | 2. Oktober 1990   | 8.000.000  | Jochen Bertholdt                          | 2353    |
|                                             | - Messehaus „Drei Könige“, Petersstrasse, Leipzig | 25    | 29. August 1978   | 2. Oktober 1990   | 4.500.000  | Jochen Bertholdt                          | 2354    |
|                                             | Leipziger Frühjahrsmesse 1979 - Klingerhaus, Petersstrasse, Leipzig | 10    | 6. März 1979      | 2. Oktober 1990   | 16.000.000 | Harry Scheuner                            | 2403    |
|                                             | - Waagerecht-Bohr- und Fräsmaschine | 25    | 6. März 1979      | 2. Oktober 1990   | 4.000.000  | Harry Scheuner                            | 2404    |
|                                             | Leipziger Herbstmesse 1979 - Teddybär | 10    | 28. August 1979   | 2. Oktober 1990   | 16.000.000 | Jochen Bertholdt                          | 2452    |
|                                             | - Wohngebäude Großer Blumenberg, Leipzig (erbaut 1826–1832) | 25    | 28. August 1979   | 2. Oktober 1990   | 4.000.000  | Jochen Bertholdt                          | 2453    |
|                                             | Leipziger Frühjahrsmesse 1980 - Universität Leipzig | 10    | 4. März 1980      | 2. Oktober 1990   | 16.000.000 | Paul Reißmüller                           | 2498    |
|                                             | - Traktor „ZT 303“ | 25    | 4. März 1980      | 2. Oktober 1990   | 4.000.000  | Paul Reißmüller                           | 2499    |
|                                             | Leipziger Herbstmesse 1980 - Leipzig-Information am Sachsenplatz | 10    | 26. August 1980   | 2. Oktober 1990   | 16.000.000 | Joachim Rieß                              | 2539    |
|                                             | - Textima-Teppichwirkmaschine „Licoflor“ | 25    | 26. August 1980   | 2. Oktober 1990   | 4.000.000  | Joachim Rieß                              | 2540    |
|                                             | Leipziger Frühjahrsmesse 1981 - Hotel Merkur, Leipzig | 10    | 10. März 1981     | 2. Oktober 1990   | 16.000.000 | Paul Reißmüller                           | 2593    |
|                                             | - TAKRAF, Bandabsetzer für Tagebaubetriebe | 25    | 10. März 1981     | 2. Oktober 1990   | 4.000.000  | Paul Reißmüller                           | 2594    |
|                                             | Leipziger Herbstmesse 1981 - Erdöldestillationsanlage | 10    | 18. August 1981   | 2. Oktober 1990   | 16.000.000 | Ekkehard Haller                           | 2634    |
|                                             | - Neues Gewandhaus, Leipzig | 25    | 18. August 1981   | 2. Oktober 1990   | 4.000.000  | Ekkehard Haller                           | 2635    |
|                                             | Leipziger Frühjahrsmesse 1982 - Westeingang zum Messegelände | 10    | 9. März 1982      | 2. Oktober 1990   | 16.000.000 | Joachim Rieß                              | 2683    |
|                                             | - Ausschnitt aus dem Warmteil einer Rohrstoßbankanlage | 25    | 9. März 1982      | 2. Oktober 1990   | 4.500.000  | Joachim Rieß                              | 2684    |
|                                             | Leipziger Herbstmesse 1982 - Messehaus „Stentzlers Hof“, Leipzig | 10    | 24. August 1982   | 2. Oktober 1990   | 16.000.000 | Lothar Grünewald                          | 2733    |
|                                             | - Erzeugnisse des VEB Ostseeschmuck | 25    | 24. August 1982   | 2. Oktober 1990   | 4.500.000  | Lothar Grünewald                          | 2734    |
|                                             | Leipziger Frühjahrsmesse 1983 - Messehaus „Petershof“, Leipzig | 10    | 8. März 1983      | 2. Oktober 1990   | 24.000.000 | Detlef Glinski                            | 2779    |
|                                             | - Robotron-Mikrorechner | 25    | 8. März 1983      | 2. Oktober 1990   | 4.500.000  | Detlef Glinski                            | 2780    |
|                                             | Leipziger Herbstmesse 1983 - Zentral-Messepalast, Leipzig | 10    | 30. August 1983   | 2. Oktober 1990   | 16.000.000 | Oswin Volkamer                            | 2822    |
|                                             | - Mikrorechner-Schaltkreis | 25    | 30. August 1983   | 2. Oktober 1990   | 4.500.000  | Oswin Volkamer                            | 2823    |
|                                             | Leipziger Frühjahrsmesse 1984 - Altes Rathaus, Leipzig | 10    | 6. März 1984      | 2. Oktober 1990   | 16.000.000 | Oswin Volkamer                            | 2862    |
|                                             | - Automatische Fertigungslinie für Karosserieblechteile | 25    | 6. März 1984      | 2. Oktober 1990   | 4.500.000  | Oswin Volkamer                            | 2863    |
|                                             | Leipziger Herbstmesse 1984 - Fregehaus, Katharinenstrasse, Leipzig | 10    | 28. August 1984   | 2. Oktober 1990   | 16.000.000 | Manfred Gottschall                        | 2891    |
|                                             | - Bleikristalldose, Olbernhau | 25    | 28. August 1984   | 2. Oktober 1990   | 4.500.000  | Manfred Gottschall                        | 2892    |
|                                             | Leipziger Frühjahrsmesse 1985 - Bachdenkmal an der Thomaskirche, Leipzig | 10    | 5. März 1985      | 2. Oktober 1990   | 24.000.000 | Oswin Volkamer                            | 2929    |
|                                             | - Kanne mit Weinlaub-Dekor (Meißner Porzellan) | 25    | 5. März 1985      | 2. Oktober 1990   | 4.500.000  | Oswin Volkamer                            | 2930    |
|                                             | Leipziger Herbstmesse 1985 - Bosehaus am Thomaskirchhof, Leipzig | 10    | 27. August 1985   | 2. Oktober 1990   | 24.000.000 | Lothar Grünewald                          | 2963    |
|                                             | - Bachtrompete, „Meister Johannes Scherzer“ | 25    | 27. August 1985   | 2. Oktober 1990   | 4.500.000  | Lothar Grünewald                          | 2964    |
|                                             | Leipziger Frühjahrsmesse 1986 - Messeemblem, Messegebäude 1946. | 35    | 11. März 1986     | 2. Oktober 1990   | 4.500.000  | Jochen Bertholdt                          | 3003    |
|                                             | - Fabriktrawler „Atlantik 488“ | 50    | 11. März 1986     | 2. Oktober 1990   | 4.000.000  | Jochen Bertholdt                          | 3004    |
|                                             | Leipziger Herbstmesse 1986 Diese und die folgende Marke wurde als Briefmarkenblock ausgegeben: - Ring-Messehaus | 25    | 19. August 1986   | 2. Oktober 1990   | 2.100.000  | Oswin Volkamer                            | 3038    |
|                                             | - Historische Marktszene | 85    | 19. August 1986   | 2. Oktober 1990   | 2.100.000  | Oswin Volkamer                            | 3039    |
|                                             | Leipziger Frühjahrsmesse 1987 - Neubau Messehalle 20, Technische Messe | 35    | 10. März 1987     | 2. Oktober 1990   | 4.000.000  | Jochen Bertholdt                          | 3080    |
|                                             | - Händler vor der Waage am Markt (um 1804) nach Radierung aus den Leipziger Meßscenen von Christian Gottfried Heinrich Geißler | 50    | 10. März 1987     | 2. Oktober 1990   | 2.100.000  | Jochen Bertholdt                          | 3081    |
|                                             | Leipziger Herbstmesse 1987 Diese und die folgende Marke wurde als Briefmarkenblock ausgegeben: - Historische Messeszene (1804) nach Radierungen aus den Leipziger Meßscenen von Christian Gottfried Heinrich Geißler                | 40    | 25. August 1987   | 2. Oktober 1990   | 2.400.000  | Harry Scheuner                            | 3120    |
|                                             | - Historische Messeszene (1804) nach Radierungen aus den Leipziger Meßscenen von Christian Gottfried Heinrich Geißler | 50    | 25. August 1987   | 2. Oktober 1990   | 2.400.000  | Harry Scheuner                            | 3121    |
|                                             | Leipziger Frühjahrsmesse 1988: 75 Jahre Messehaus „Mädler-Passage“ - Portal zur Gaststätte Auerbachs Keller | 20    | 8. März 1988      | 2. Oktober 1990   | 8.000.000  | Harry Scheuner                            | 3153    |
|                                             | - Mephisto und Faust; Bronze-Figurengruppe an der Treppe zu Auerbachs Keller | 70    | 8. März 1988      | 2. Oktober 1990   | 2.350.000  | Harry Scheuner                            | 3154    |
|                                             | Leipziger Herbstmesse 1988 Diese und die folgenden zwei Marken wurde als Briefmarkenblock ausgegeben: - Warenkontrolle (um 1810) | 5     | 30. August 1988   | 2. Oktober 1990   | 2.400.000  | Ingo Arnold                               | 3193    |
|                                             | - Völkerschlachtdenkmal, Leipzig | 15    | 30. August 1988   | 2. Oktober 1990   | 2.400.000  | Ingo Arnold                               | 3194    |
|                                             | - Messeszene (um 1820) | 100   | 30. August 1988   | 2. Oktober 1990   | 2.400.000  | Ingo Arnold                               | 3195    |
|                                             | Leipziger Frühjahrsmesse 1989 - Messehaus „Handelshof“ am Naschmarkt | 70    | 7. März 1989      | 2. Oktober 1990   | 3.500.000  | Oswin Volkamer                            | 3235    |
|                                             | - Alte Börse am Leipziger Naschmarkt; Kupferstich von Gabriel Bodenehr (1700) | 85    | 7. März 1989      | 2. Oktober 1990   | 2.350.000  | Oswin Volkamer                            | 3236    |
|                                             | Leipziger Herbstmesse 1989 Diese und die folgende Marke wurde als Briefmarkenblock ausgegeben: - Neubauten am Westeingang des Messegeländes                                                                                         | 50    | 22. August 1989   | 2. Oktober 1990   | 2.100.000  | Hilmar Zill                               | 3267    |
|                                             | - Neubauten am Westeingang des Messegeländes | 85    | 22. August 1989   | 2. Oktober 1990   | 2.100.000  | Hilmar Zill                               | 3268    |
|                                             | Leipziger Frühjahrsmesse 1990 - Siegel des Messeprivilegs von 1268 | 70    | 6. März 1990      | 2. Oktober 1990   | 3.000.000  | Oswin Volkamer                            | 3316    |
|                                             | - Siegel des Messeprivilegs von 1497 | 85    | 6. März 1990      | 2. Oktober 1990   | 2.300.000  | Oswin Volkamer                            | 3317    |
| Nicht zu den Messemarken gehörende Ausgaben | |       |                   |                   |            |                                           |         |
| Bild                                        | Beschreibung | Wert  | Ausgabe- datum    | Gültig bis        | Auflage    | Entwurf                                   | Mi.-Nr  |
|                                             | 15 Jahre DDR - Messefiguren, Altes Rathaus | 10    | 6. Oktober 1964   | 2. Oktober 1990   | 3.500.000  | Klaus Hennig und Dietrich Dorfstecher     | 1067 A  |
|                                             | 36. Kongress der Union des Foires Internationales in Leipzig - Emblem der UFI, Hintergrund Messezeichen „MM“ | 10    | 28. Oktober 1969  | 2. Oktober 1990   | 12.000.000 | Jochen Bertholdt                          | 1515    |
|                                             | - Emblem der UFI, Hintergrund Messezeichen „MM“ | 15    | 28. Oktober 1969  | 2. Oktober 1990   | 1.700.000  | Jochen Bertholdt                          | 1516    |
|                                             | Internationale Briefmarkenausstellung der Messestädte INTERMESS III, Leipzig Diese Marke wurde zusammen mit der Michel-Nummer 1129 auch als Briefmarkenblock ausgegeben: - Wiederaufgebaute Alte Waage und Neubau Katharinenstrasse | 10    | 4. September 1965 | 2. Oktober 1990   | 1.300.000  | Karl-Heinz Bobbe und Dietrich Dorfstecher | 1126    |
|                                             | Diese und die folgende Marke wurden auch als Briefmarkenblock ausgegeben: - Altes Rathaus | 25    | 4. September 1965 | 2. Oktober 1990   | 1.300.000  | Karl-Heinz Bobbe und Dietrich Dorfstecher | 1127    |
|                                             | - Eingang zum Opernhaus und neues Hauptpostamt | 40    | 4. September 1965 | 2. Oktober 1990   | 1.300.000  | Karl-Heinz Bobbe und Dietrich Dorfstecher | 1128    |
|                                             | Diese Marke wurde zusammen mit der Michel-Nummer 1126 auch als Briefmarkenblock ausgegeben: - Hotel „Stadt Leipzig“ | 70    | 4. September 1965 | 2. Oktober 1990   | 1.300.000  | Karl-Heinz Bobbe und Dietrich Dorfstecher | 1129    |

### Zusammendrucke und Briefmarkenblocks

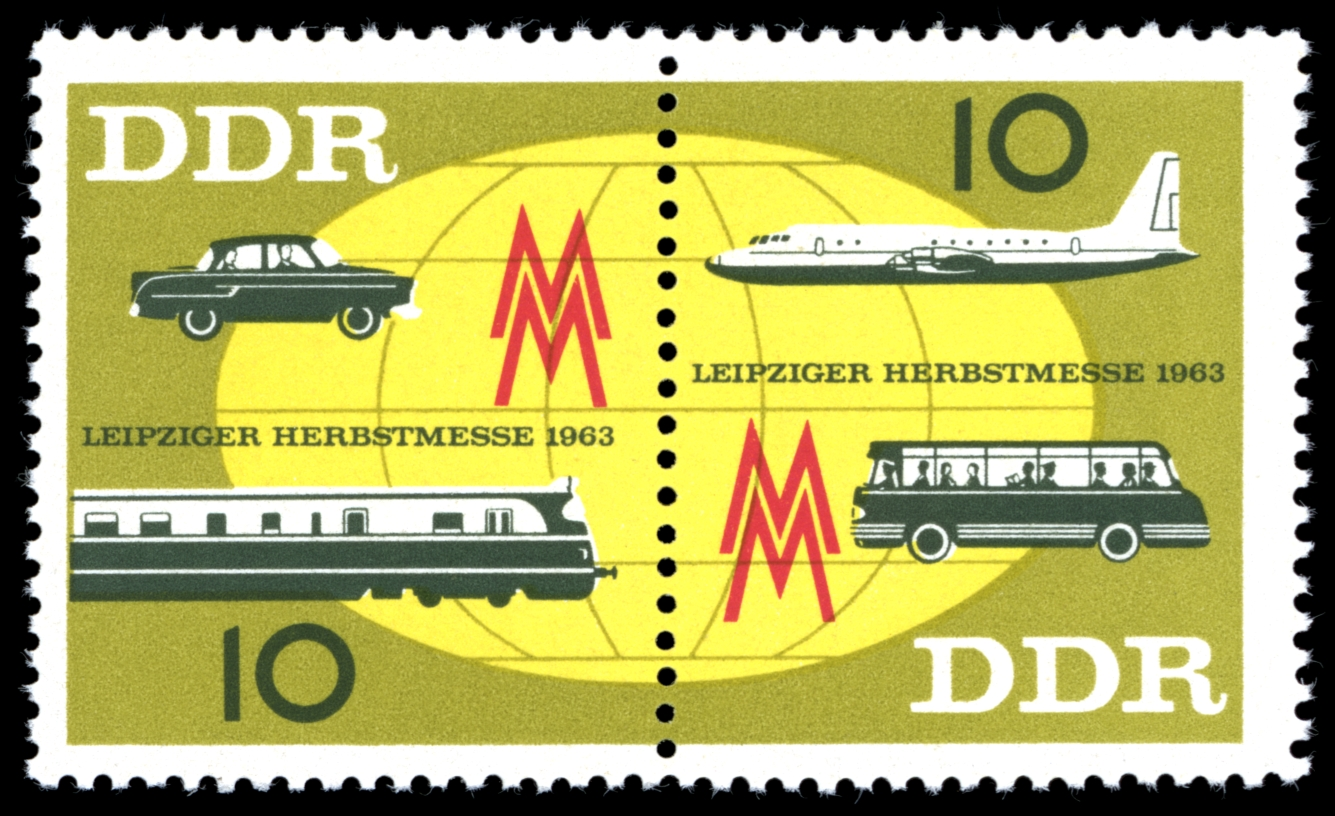
1963: Leipziger Herbstmesse
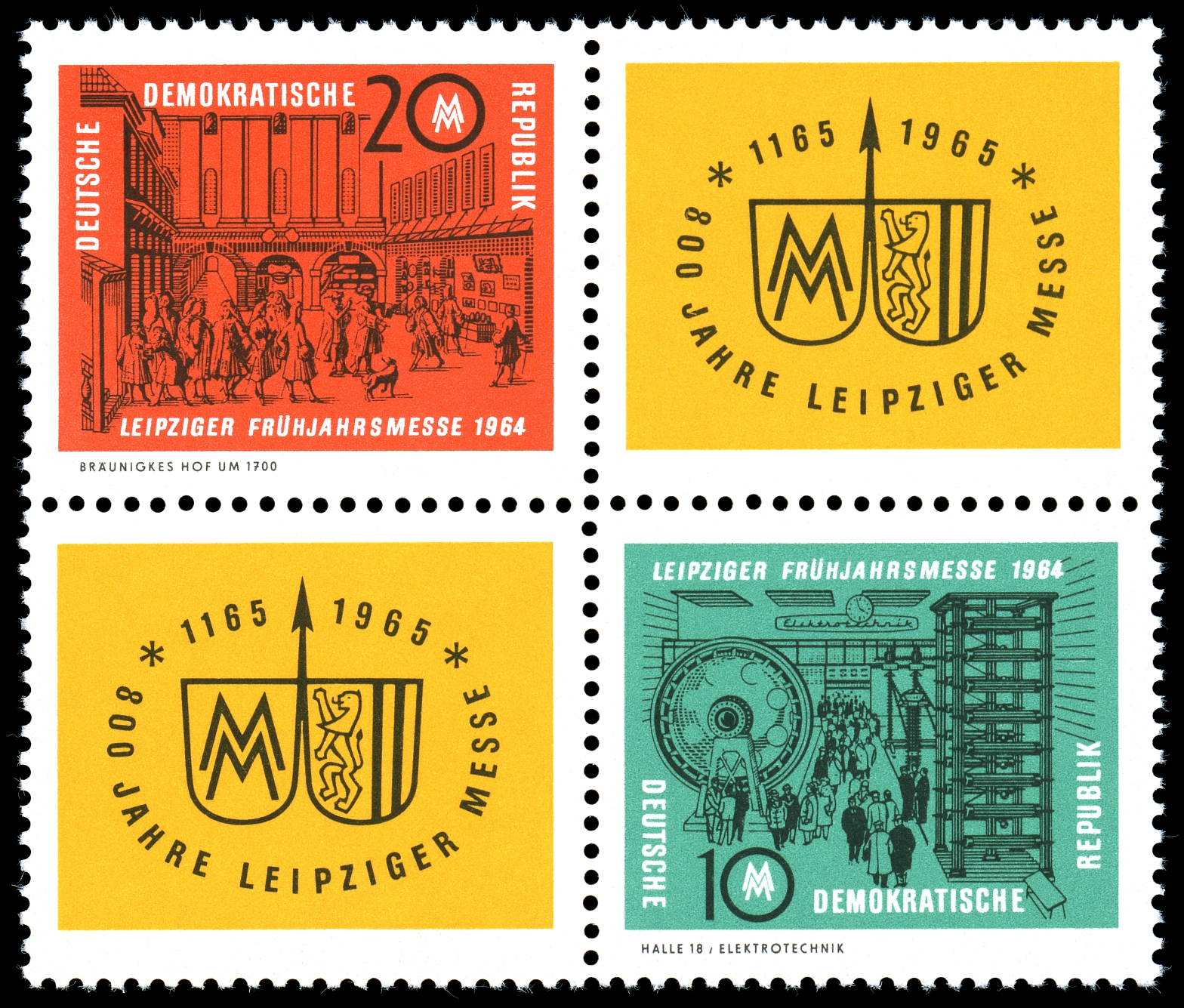
1964: Leipziger Frühjahrsmesse
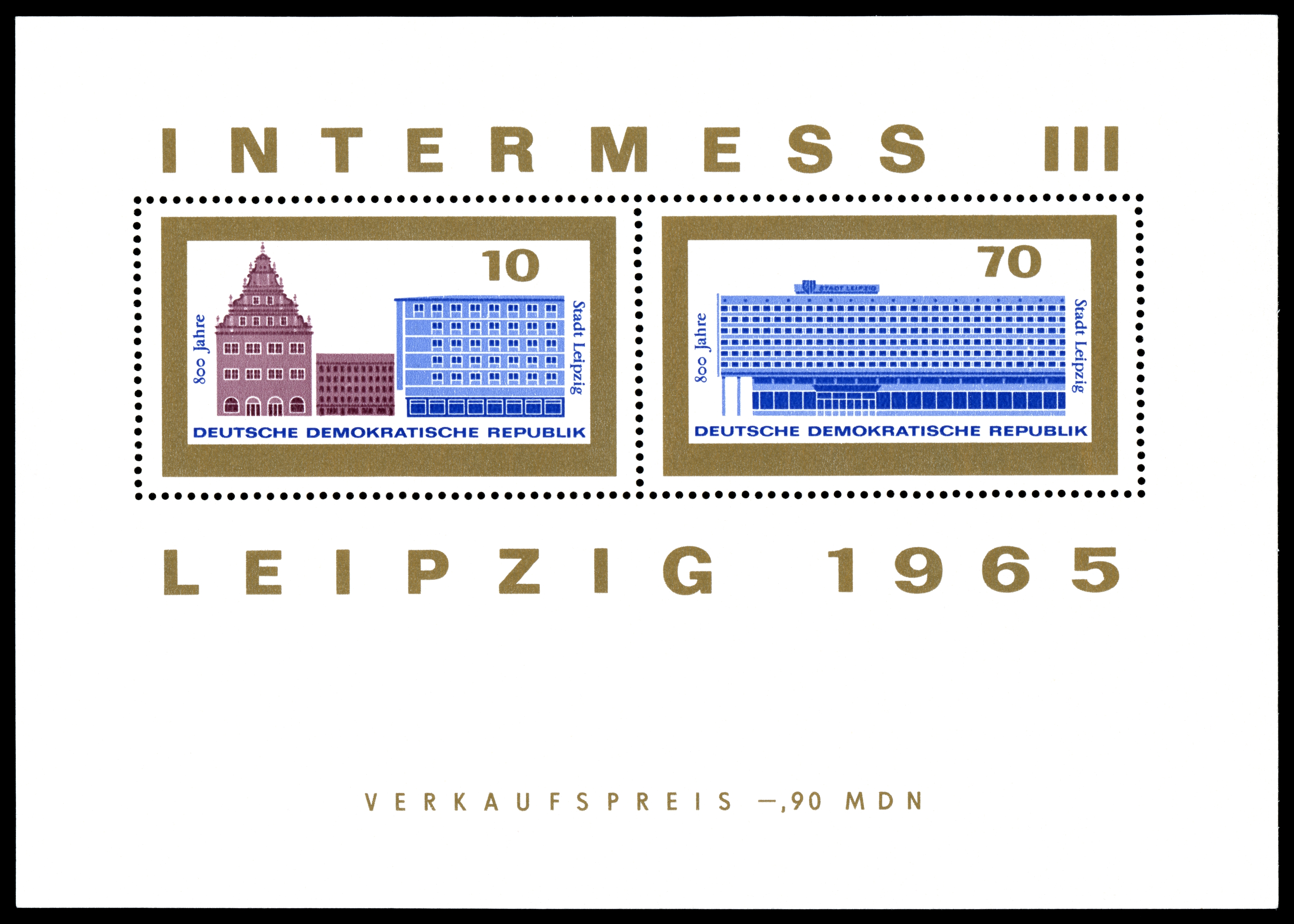
1965: Internationale Briefmarkenausstellung der Messestädte INTERMESS III, Leipzig Block 23
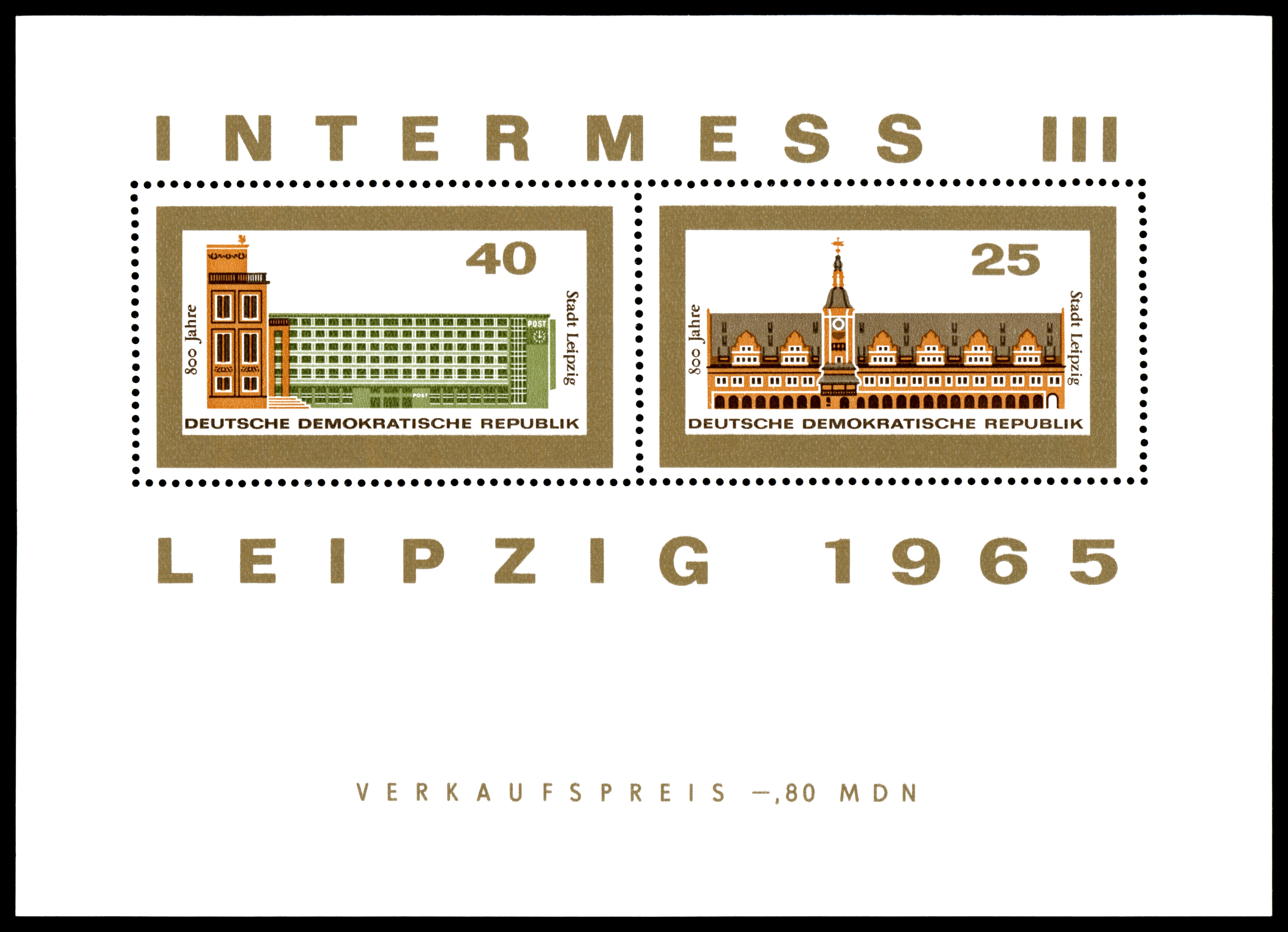
1965: Internationale Briefmarkenausstellung der Messestädte INTERMESS III, Leipzig Block 24
1986: Leipziger Herbstmesse Block 85
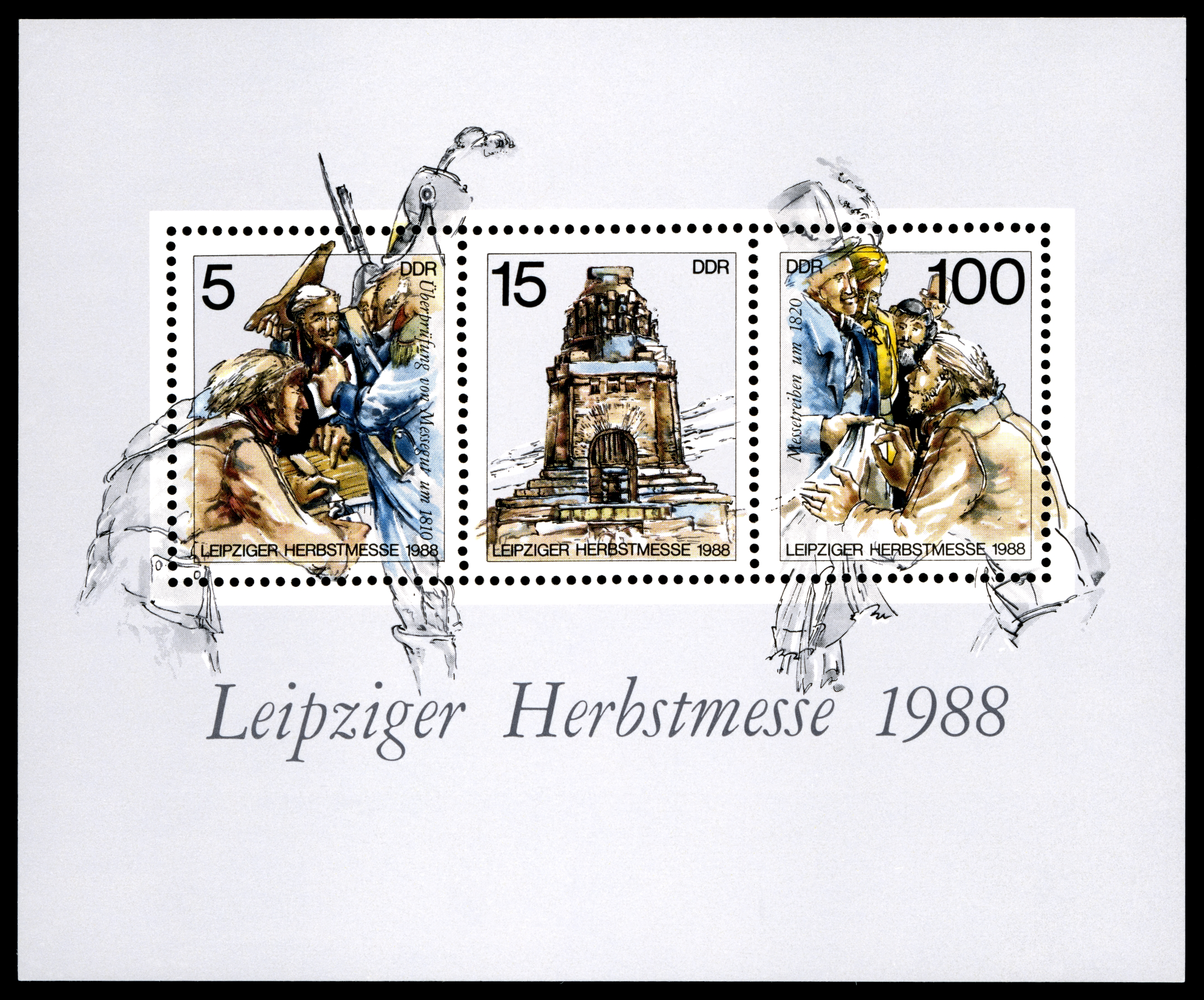
1988: Leipziger Herbstmesse Block 95

## Erwähnenswert
- Bereits von 1940 bis 1950 gab es Sondermarken zur Leipziger Messe.
- Auf dem Messe-Postamt wurden versehentlich die aufgrund des Olympiaboykotts der DDR nicht verausgabten Briefmarken der DDR zu den Olympischen Sommerspielen 1984 in Los Angeles verkauft, deren Gesamtauflage als postamtlich vollständig vernichtet galt.[3]

- Die zur Herbstmesse 1990 vorgesehenen Messemarken sollten als Block mit zwei Sondermarken zu 50 und 85 Pf. erscheinen und erstmals ein Motiv von Georg Emanuel Opiz, das Bild „Die Geschäfte“ aus den „Meßszenen“ (1825), tragen. Durch die anstehende Wiedervereinigung kamen sie nicht mehr zur Ausgabe.[4]